# Migliori prestazioni europee nella maratona
La lista delle migliori prestazioni europee nella maratona, aggiornata periodicamente dalla World Athletics, raccoglie i migliori risultati di tutti i tempi degli atleti europei nella specialità della maratona.

## Maschili

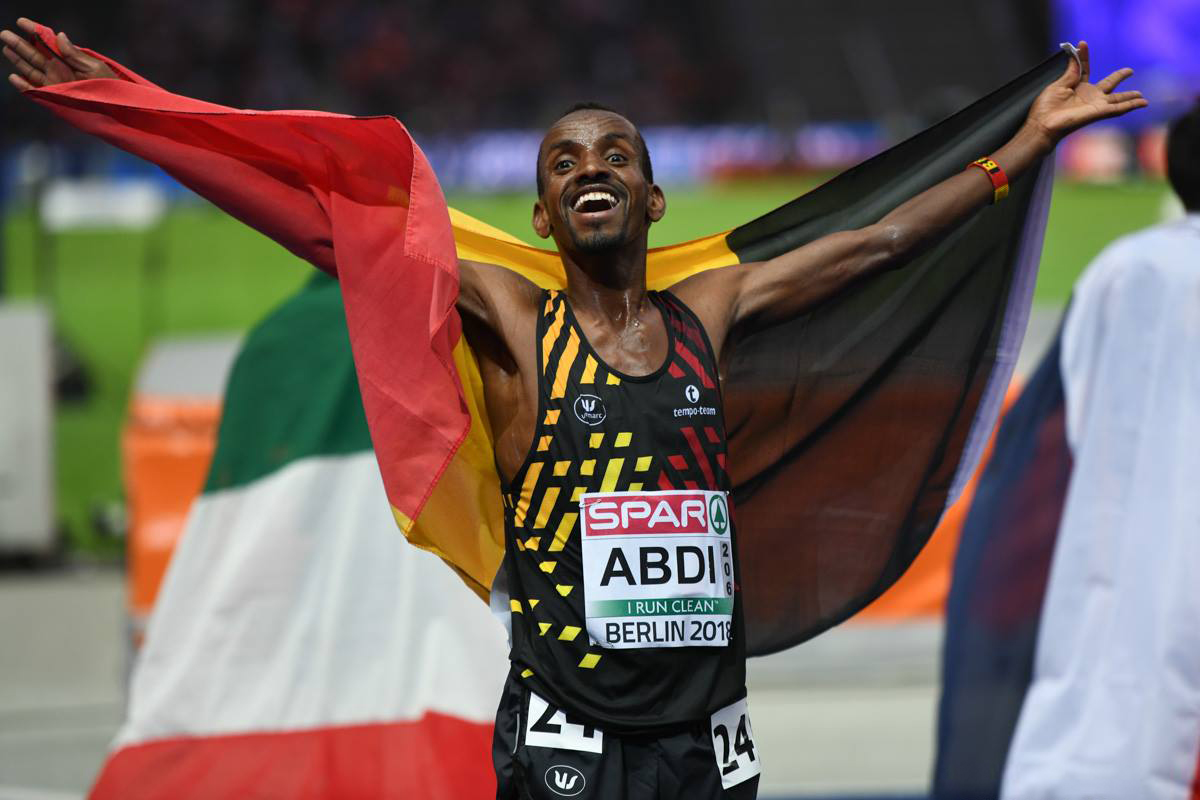
Bashir Abdi, primatista europeo della maratona

Statistiche aggiornate al 20 febbraio 2023.
|     | Tempo    | Atleta               | Luogo     | Data             |
| --- | -------- | -------------------- | --------- | ---------------- |
| 1.  | 2h03'36" | Bashir Abdi          | Rotterdam | 24 ottobre 2021  |
| 2.  | 2h04'16" | Kaan Kigen Özbilen   | Valencia  | 1º dicembre 2019 |
| 3.  | 2h04'56" | Abdi Nageeye         | Rotterdam | 10 aprile 2022   |
| 4.  | 2h05'11" | Mo Farah             | Chicago   | 7 ottobre 2018   |
| 5.  | 2h05'22" | Morhad Amdouni       | Parigi    | 3 aprile 2022    |
| 6.  | 2h05'33" | Gashau Ayale         | Siviglia  | 19 febbraio 2023 |
| 7.  | 2h05'48" | Sondre Nordstad Moen | Fukuoka   | 3 dicembre 2017  |
| 8.  | 2h06'25" | Ayad Lamdassem       | Siviglia  | 20 febbraio 2022 |
| 9.  | 2h06'27" | Amanal Petros        | Valencia  | 5 dicembre 2021  |
| 10. | 2h06'35" | Hamid Ben Daoud      | Valencia  | 5 dicembre 2021  |

## Femminili

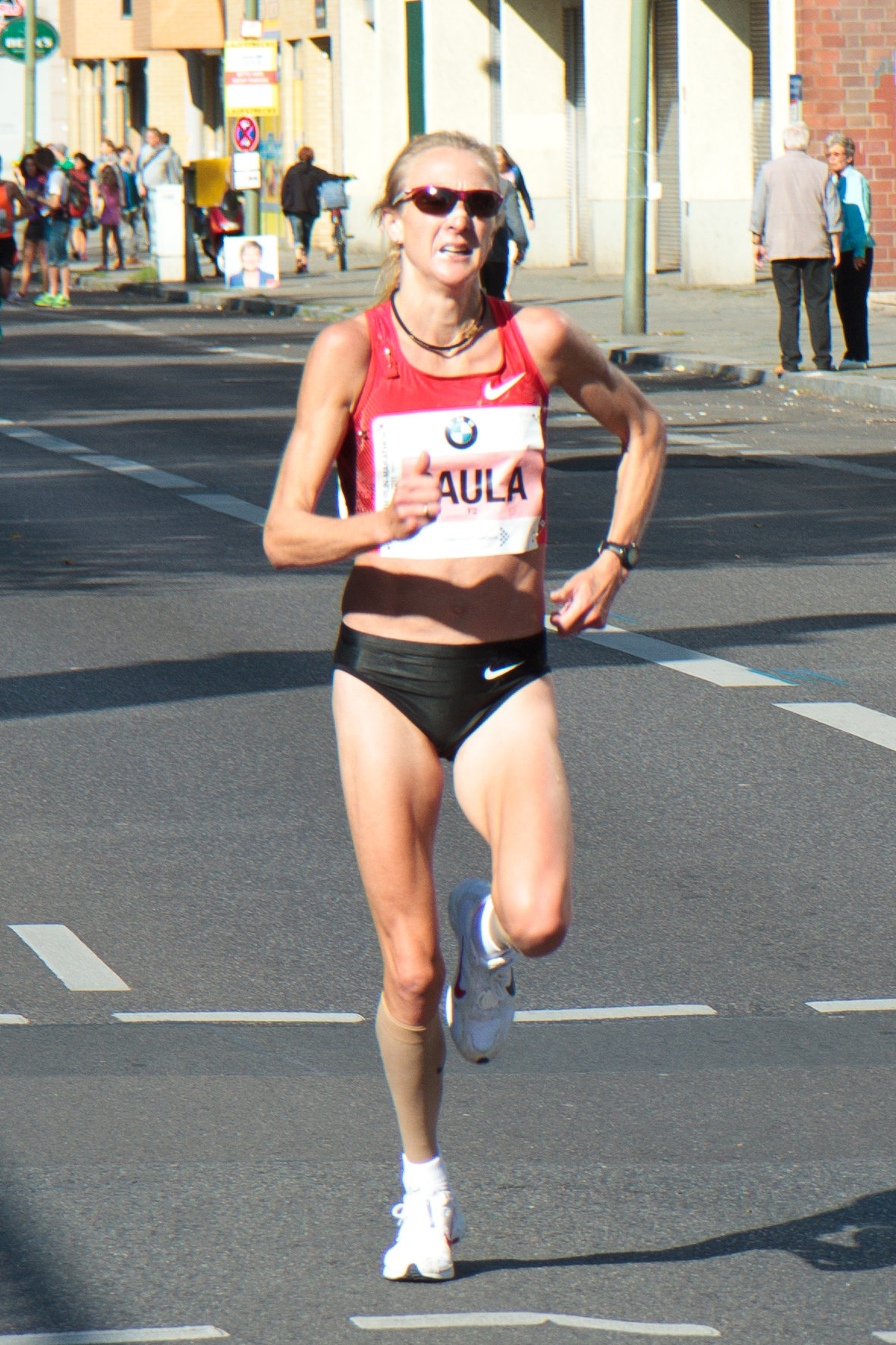
Paula Radcliffe, detentrice del record europeo della maratona

Statistiche aggiornate al 30 aprile 2023.
|     | Tempo    | Atleta                 | Luogo      | Data              |
| --- | -------- | ---------------------- | ---------- | ----------------- |
| 1.  | 2h13'44" | Sifan Hassan           | Chicago    | 8 ottobre 2023    |
| 2.  | 2h15'25" | Paula Radcliffe        | Londra     | 13 aprile 2003    |
| 3.  | 2h18'04" | Joan Chelimo Melly     | Seul       | 8 ottobre 2022    |
| 4.  | 2h13'44" | Sifan Hassan           | Chicago    | 23 aprile 2023    |
| 5.  | 2h19'19" | Irina Mikitenko        | Berlino    | 28 settembre 2008 |
| 6.  | 2h20'47" | Galina Bogomolova      | Chicago    | 22 ottobre 2006   |
| 7.  | 2h20'49" | Delvine Relin Meringor | Barcellona | 19 marzo 2023     |
| 8.  | 2h21'06" | Ingrid Kristiansen     | Londra     | 21 aprile 1985    |
| 9.  | 2h21'29" | Lyudmila Petrova       | Londra     | 23 aprile 2006    |
| 10. | 2h21'30" | Constantina Diță       | Chicago    | 9 ottobre 2005    |